# Абу Насыра аль-Фараби (мечеть)
Абу Насыра аль-Фараби (до 2021 — Мече́ть «Нур Астана́») — мечеть, расположенная в Астане. До открытия мечети Хазрет Султан являлась самой большой мечетью в Казахстане и в Центральной Азии. Мечеть имеет четыре минарета высотой по 62 метра, высота главного купола 43 метра, а общая площадь равна 3930 м². Конструкция выполнена из стекла, бетона, гранита и алюкобонда меры. В здании мечети могут молиться сразу до 5 000 человек.
Мечеть была построена при поддержке государства Катар, спроектированная ливанским зодчим Чарльзом Хафизой и построенная турецкой компанией «Пасинер». Строительство велось с 2002 по 2005 годы. Открытие состоялось 22 марта 2005 года в честь празднования Наурыза.
В ноябре 2021 г. на заседании Духовного управления мусульман Казахстана мечеть «Нур Астана» переименовали в «Абу Насыра аль-Фараби». Мечеть названа в честь мыслителя, ученого Аль-Фараби

## Имамы
23 сентября 2013 года — главным имамом мечети «Нұр Астана» назначен Отпенов Наурызбай Таганулы.
15 декабря 2017 года — главным имамом мечети «Нур Астана» назначен Муканов Аскар Абитайулы..